# Radkin Honzák
Radkin Honzák (* 30. března 1939 Praha) je český psychiatr, publicista a vysokoškolský pedagog. Specializuje se na psychoterapii a je zastáncem psychosomatického (biopsychosociálního) přístupu.

## Život
Narodil se v roce 1939 v rodině lékárníka. Roku 1962 promoval na Fakultě všeobecného lékařství Univerzity Karlovy. Nejprve působil jako sekundární lékař v psychiatrické léčebně v Kosmonosech, v roce 1966 začal pracovat v Ústavu pro výzkum výživy lidu (mj. výzkum spánku a stresu). Po roce 1989 působil na 1. lékařské fakultě Univerzity Karlovy, kde dest let vedl oddělení lékařské psychologie, psychoterapie a psychosomatiky. Poté působil deset let na Psychiatrické katedře Institutu postgraduálního vzdělávání ve zdravotnictví. Později pak v Psychiatrické nemocnici v Bohnicích Pedagogicky působil také na Fakultě sociálních věd UK.[zdroj?]
Působí jako psychiatr v IKEM a na soukromé klinice Remedis.
Pravidelně se na svém blogu vyjadřuje k současnému dění a jako autor je podepsán pod několika populárně-naučnými knihami o psychologii. V roce 2014 vyšla kniha rozhovorů Renaty Červenkové s Radkinem Honzákem s názvem Všichni žijem v blázinci: současnost očima psychiatra.
Od ledna do dubna 2020 uváděl v České televizi vlastní pořad Kabinet Dr. Honzáka.

## Kontroverze
Radkin Honzák coby známý psychiatr často hrubě zjednodušuje odborná témata z oblasti psychiatrie a psychologie, čímž utrpí faktická stránka věci. V listopadu 2024 Honzák v rozhovoru uvedl: „Vynálezce ADHD přiznal na smrtelné posteli, že si půl příznaků vymyslel, aby prodávali ritalin". Honzák zopakoval dezinformaci šířenou na internetu, které uvěřil, aniž by si fakta, která jsou v rozporu se současnými poznatky psychiatrie, ověřil.

## Dílo (výběr)
- Psychické změny a poruchy při interních chorobách. Avicenum, Praha 1985.
- Jak se dobře cítit mezi lidmi (s Vladimírou Novotnou). SPN, Praha 1987.
- I v nemoci si buď přítelem. Avicenum, Praha 1989.
- Bolest z psychosomatického pohledu. Maxdorf, Praha 1993.
- Krize v životě, život v krizi (s Vladimírou Novotnou). Road, Praha 1994.
- Strach, tréma, úzkost a jak je zvládat. Maxdorf, Praha 1995.
- Komunikační pasti v medicíně: praktický manuál komunikace lékaře s pacientem. Galén, Praha 1997.
- Deprese: depresívní nemocný v nepsychiatrické ordinaci. Galén, Praha 1999.
- Komunikace v lékárně (s Lenkou Práznovcovou). Panax, Praha 2000.
- Úzkostný pacient. Galén, Praha 2005.
- Základy psychologie (kolektiv autorů). Galén, Karolinum, Praha 2006.
- Jak se asertivně prosadit (s Vladimírou Novotnou). Grada, Praha 2006.
- Babičku potrkal jelen, aneb, Co tomu říkáte, doktore? Galén, Praha 2012.
- Jak úspěšně zvládnout poskytování péče nezletilému: zásady komunikace a práva pro praktické dětské lékaře  (se Zuzanou Candigliotou). Liga lidských práv, Brno 2012.
- Jak přežít léčení: veselé čtení o bolestech. Jan Vašut, Praha 2013.
- Jak žít a vyhnout se syndromu vyhoření. Vyšehrad, Praha 2013.
- Svépomocná příručka sestry: psychothriller. Galén, Praha 2015.
- Psychosomatická prvouka. Vyšehrad, Praha 2017.
- Dědeček potrkal jelena. Galén, Praha 2017.
- Všichni žijem’ v blázinci : současnost očima psychiatra (s Renatou Červenkovou[7]). Vyšehrad, Praha 2018.
- Jak žít a vyhnout se syndromu vyhoření. Vyšehrad, Praha 2018.[8]
- Chcete se stát psychiatrem?!: své vzpomínky, úvahy a jiná vyprávění čte Radkin Honzák. Galén, Praha 2018.
- Čas psychopatů (s Františkem Honzákem). Galén, Praha 2018.[9]
- Ať žijou mikrouti. Zeď, Praha 2018.[10]
- Úplňk: (básně, hříčky, říkadla). Galén, Praha 2019.[11]
- Haiku: Cesta ze stresu (s Denisou Vostrou[12]). Euromedia Group (Universum), Praha 2022[13]